# Ficção científica soft
Ficção cientifica Soft ou FC 'soft' é um sub-gênero da Ficção científica cujas tramas e temas tendem a focar nos personagens humanos, seus relacionamentos e sentimentos, enquanto colocam em segundo plano os detalhes do instrumental tecnológico e leis físicas. Em acréscimo, a "ciência" na ficção científica 'soft' freqüentemente cai no campo das coisas que os cientistas da actualidade consideram impossíveis, ou, no mínimo, altamente improváveis (a telepatia é um exemplo comum). Ela é chamada de ficção científica 'soft' ("macia") por analogia com a ficção científica 'hard' ("dura") e porque a FC 'soft' freqüentemente se baseia nas ciências "macias", tais como Filosofia, Psicologia, Ciência política, Antropologia e Sociologia. "FC Soft" também é usado como um sinônimo para "ficção científica 'New Wave'", um movimento que surgiu na década de 1960.
A FC 'soft' é um sub-gênero muito menos definido que sua contraparte, a ficção científica 'hard'. O termo é por vezes usado de modo pejorativo, quando implica que uma dada história de ficção científica não é suficientemente rigorosa em sua aplicação da ciência ou não é ficção científica "apropriada". Por oposição, os patronos da FC 'soft' podem afirmar que seus trabalhos preferidos trazem retratos mais fortes de sociedades, mais caracterizações hábeis e tramas melhor desenvolvidas.
Alguém poderia classificar a série Fundação de Isaac Asimov como parte do sub-gênero "soft", dado que a série focaliza nos vastos movimentos sociológicos do agonizante Império Galáctico. Asimov coloca pouca ênfase nos particulares de sua tecnologia ficcional. É o bastante que a Fundação seja tecnologicamente superior ao planetas "bárbaros" ao seu redor: os detalhes das usinas atômicas não interessam, visto que a Fundação é a única que as possui.
Todavia, um dos comentários mais freqüentes feitos sobre o trabalho de Asimov é que suas histórias carecem de descrição, e que existem poucos personagens memoráveis bem definidos ao longo de todo o épico da Fundação; isto deporia contra a noção de que a FC 'soft' tem necessariamente uma caracterização mais profunda. Ademais, Asimov trata as suas "ciências macias" de um modo notavelmente "duro": sua ciência fictícia da psicohistória é um modo matemático de encapsular a "textura humana" de sua história sociológica.
Esta contradição ocorre porque a distinção cria uma super-simplificação. Aqui, não foi levada em conta a escala da história. Algumas histórias de FC são muito individualistas e se concentram quase que exclusivamente na experiência de um indivíduo, enquanto outras falam de grandes eventos que envolvem povos e planetas inteiros, e coisas do gênero, em escalas até maiores. Muita coisa cai entre esses dois extremos, naturalmente.
Um exemplo de um escritor de FC 'soft' é Ray Bradbury. O próprio Asimov usava Bradbury para tipificar o estilo "emocional" de escrever que ele raramente usava; para exemplos desta utilização, veja a coleção de cartas Yours, Isaac Asimov. Nos contos de Bradbury, tais como aqueles reunidos em F de Foguete e Crônicas Marcianas, ele pega temas comuns da FC 'hard' como a viagem de foguete ou colônias em Marte, mas se concentra nos sentimentos e respostas humanas que estes temas evocam. Em 1955, o escritor argentino Jorge Luis Borges precisou esta função das Crônicas de Bradbury, observando que
"Neste livro aparentemente de fantasia, Bradbury estabeleceu os longos domingos vazios, o tédio americano e sua própria solidão, como Sinclair Lewis fêz em Main Street."
"Talvez 'A Terceira Expedição' seja a história mais alarmante neste volume. Seu horror (eu suspeito) é metafísico; a identidade incerta dos convidados do capitão John Black, perturbadoramente insinua que nós também não sabemos quem somos, nem com o que nos parecemos aos olhos de Deus. Eu também gostaria de ressaltar o episódio intitulado 'O Marciano', que inclui uma instigante variação do mito de Proteus."
Duna de Frank Herbert decididamente cai nesta categoria, embora seus fãs sejam rápidos em negar quaisquer implicações pejorativas no uso do termo. Duna geralmente mantém a plausibilidade técnica e científica, enquanto o leitor esteja disposto a aceitar que existem muitos fundamentos do universo que a humanidade atualmente desconhece. Como exemplo, os campos Suspensor (para aliviar grandes pesos usando campos ambientais de energia subatômica), escudos energéticos (para repelir objetos físicos utilizando energia ambiental subatômica), e viagem-mais-rápida-do-que-a-luz (tudo isso se baseia num fenômeno físico que Herbert chama de Efeito Holtzman). Em acréscimo, a presciência está disponível para alguns humanos e é conclusivamente baseada em efeitos quânticos (que, como tais, podem também ter algo a ver com o efeito Holtzman); nenhuma destas tecnologias foi provada ser possível, embora igualmente nenhuma tenha também sido comprovada como impossível (principalmente pela falta contemporânea de uma Teoria de Campo Unificada).
Ursula K. Le Guin seria outro exemplo de autor de "ficção científica 'soft'". Sua série Ekumen raramente têm qualquer tecnologia mais complexa do que a que existe hoje, e têm seu foco em sentimentos humanos e caracterização, típicos da FC 'soft'.

## Autores famosos de FC 'soft'
Autores conhecidos com obras classificadas como FC 'soft':
- Anna Kavan
- Anne McCaffrey
- Clifford D. Simak
- J. G. Ballard
- Kurt Vonnegut Jr.
- Michael Moorcock
- Mike Carey
- Neil Gaiman
- Norman Spinrad
- Philip K. Dick
- Philip Jose Farmer
- Ray Bradbury
- Theodore Sturgeon
- Ursula K. Le Guin